# Méné (Barga)
Pour les articles homonymes, voir Méné.
Méné est une localité du Burkina Faso, dans le département de Barga, la province du Yatenga et la région du Nord. 

## Population
Lors du recensement de 2006, on y a dénombré 7 620 habitants.